# 中宮村
中宮村（なかみやむら）は、かつて岐阜県本巣郡に存在した村である。
現在の瑞穂市中宮に該当する。
発足時は大野郡の村であったが、大野郡の分割により本巣郡の村となっている。

## 歴史
- 1889年（明治22年）7月1日 - 町村制により中宮村が発足。
- 1897年（明治30年）4月1日[2] - 大野郡が分割されて、揖斐郡と本巣郡の一部となる。当村は本巣郡となる。
- 1897年（明治30年）4月1日 - 古橋村、宝江村、横屋村、呂久村と合併し、鷺田村発足。同日中宮村は廃止となる。
- 1821年（大正10年） - 揖斐川改修工事により、旧・中宮村の集落が新河道となるため、全戸が移転。現在の中宮地区の集落は移転後のものである。